# Cárdenas (Cuba)
San Juan de Dios de Cárdenas o simplemente Cárdenas es uno de los 13 municipios de la provincia cubana de Matanzas. La cabecera del municipio, la ciudad homónima, ocupa 320 km² de los 577,88 del municipio.

## Geografía
El municipio limita al norte con el estrecho de Florida, al este con el municipio de Martí, al sur con los municipios de Jovellanos y Limonar y al oeste con el municipio de Matanzas.
Su bahía fue reconocida en 1516 durante el primer bojeo a la isla de Cuba. Cuenta con una historia que data desde la etapa aborigen, con actividad económica desde el siglo XVI hasta su fundación el 8 de marzo de 1828.
El municipio cuenta con las poblaciones de Cárdenas, Varadero, Cantel, Guásimas, Lagunillas, Camarioca y Boca de Camarioca. Los principales ríos del municipio son el San Antón y el Siguanea, que nace con el nombre de Hatico y desemboca en la bahía de Cárdenas.

## Historia
Cárdenas, es también conocida como Ciudad Bandera o Ciudad de las Primicias, por hechos históricos acontecidos en esta tierra matancera.

### Las comunidades aborígenes
Las primeras comunidades aborígenes, se asentaron en el actual territorio de Cárdenas, con una permanencia relativamente estable, desde la ribera nordeste del río Canimar, incluyendo las áreas de Carboneras, Camarioca, Cantel, La Conchita, Guásimas, Virama y zonas cercanas a la ciudad de Cárdenas, hasta aquellas más al oeste, hacia el río Siguagua, la Manui y la Ciénaga de Majaguillar.
También se han encontrado evidencias arqueológicas de estas comunidades en los cayos Galindo, Cruz del Padre y Cinco Leguas, situados en áreas de La Bahía y en las cuevas de Ambrosio y Musulmanes, ubicadas estas últimas en el actual municipio de Varadero.
Las magníficas condiciones ecológicas existentes en esta área, dadas por la existencia de una extensa red cavernaria y una ancha faja de costa de emersión y sumersión, unidas a las características de una bahía abierta y poco profunda, flanqueada por una guirnalda de cayos y arrecifes, debieron constituir elementos importantes para la alimentación y asentamiento del hombre primitivo en la zona.

### Cárdenas durante los siglosXVIyXVII(1510 - 1700)
El territorio que actualmente ocupa el municipio de Cárdenas no constituyó uno de los puntos de interés inmediato para los conquistadores europeos, llegados a Cuba en las primeras décadas del siglo XVI.
No obstante, la costa cardenense fue recorrida y reconocida durante el bojeo realizado por Sebastián de Ocampo, en 1509, y como parte de la empresa colonizadora de la Isla, emprendida entre 1511 y 1513 por Diego Velásquez con la ayuda de Pánfilo de Narváez, cuyo objetivo fundamental era la exploración de la geografía y las potencialidades económicas del territorio insular.
Nada se sabe de los contactos entre los aborígenes y los colonizadores españoles de la región. Así mismo, alguna que otra referencia a cacicazgos y sucesos ocurridos en esta época, no resultan enteramente creíbles, teniendo en cuenta la escasa confiabilidad de los textos de los primeros cronistas de Indias, quienes solían confundir con frecuencia hechos, fechas y ubicación de los acontecimientos narrados por ellos en sus obras.

### Período de cambios de la estructura agraria primitiva (1700 - 1790)
Los años comprendidos entre 1700 y 1790 son, para la zona de Cárdenas, de vital importancia, puesto que, junto a la efectiva explotación de sus potencialidades económicas, se suceden un valioso grupo de transformaciones que generan un desarrollo continuo y acelerado.
En las primeras décadas del siglo XIX, el auge alcanzado hará imprescindible la fundación de un poblado en la ensenada de Cárdenas que responda a los intereses de los hacendados comarcanos.
En los siglos anteriores se había producido la apropiación masiva del territorio por varias familias influyentes, pero ese sistema de explotación feudal del territorio no resolvía ya, en el siglo XVIII, las demandas de la burguesía agraria criolla.
Lo anterior da lugar a un fenómeno, con rasgos singulares en la zona, que consiste en la renovación del interés por adquirir mercedes de tierra sin poblarse o realengas. Sin embargo, ante la escasez de las mismas, se procede a la demolición y compraventa de las haciendas mercedadas, solución puesta en práctica en casi toda la actual provincia de Matanzas, al igual que en el resto del occidente del país, durante el período.

### Cárdenas debe su nombre de
San Juan: A dos antepasados de su propietario nombrados Juan de Sotolongo, que fueron uno, como ya anotamos, Alcalde Ordinario de La Habana en 1601 y el otro, ennoblecido y armado caballero por los Reyes Católicos el 22 de junio de 1455 en la Vega de Granada y tronco del linaje cubano de los Sotolongo.
de las Ciegas: Tal vez por la naturaleza del terreno, más o menos cubierto de bosques intrincados y aguas cenagosas, quizás, por la vecindad de un hato próximo llamado "Las Ciegas" o "Las Ciénagas", o también, por la existencia, relativamente cerca de uno de los límites del sitio, de un afluente del río La Palma, ubicado muy próximo al poblado de Guamutas, llamado "Las Ciegas", corriente tributaria de donde tomó nombre la hacienda establecida en el hato de igual denominación.
y Cárdenas: Como agradecimiento de Diego de Sotolongo a Mateo de Cárdenas y Vélez de Guevara, descendiente como él de una ilustre familia cubana. El apellido Cárdenas —como bien ha apuntado el historiador matancero Israel Moliner— es un derivado del plural de "cárdena", femenino de "cárdeno", voz salida de "cardo", legumbre cuyas flores dieron nombre a su color.

### Ciudad Bandera
El 19 de mayo de 1850, el general venezolano Narciso López desembarcó en Cárdenas con 600 expedicionarios esperando lograr la independencia de Cuba portando la que sería tomada en la Asamblea de Guáimaro del 10 de abril de 1869 como la enseña nacional de Cuba, por lo que a Cárdenas se le conoce también con el nombre de Ciudad Bandera. El 21 de mayo de 1945 fueron inaugurados el Monumento a la Bandera y la reforma del litoral de Cárdenas, obras que fueron sufragadas por José Arechabala S.A., que aquel día fue nombrada "Benefactora Eminente de la Ciudad de Cárdenas".

### Luchas revolucionarias
Cárdenas tuvo una activa participación en las luchas revolucionarias desde las guerras de independencia hasta nuestros días. Se destacaron figuras como Carlos María de Rojas, patriota insigne de la ciudad, Fernando Méndez Capote y Domingo Méndez Capote.
Jóvenes cardenenses se incorporan a la lucha clandestina en la ciudad y al Ejército Rebelde en la Sierra Maestra, para derrocar a la tiranía de Fulgencio Batista. Se destacaron José Antonio Echeverría, José Smith Comas, Esteban Hernández, José Joaquín Valdés Piard, Humberto Álvarez, Guillermo Geilín Menéndez.
En julio de 1955 vienen a la ciudad dirigentes nacionales del Movimiento revolucionario 26 de julio, con vistas a preparar las condiciones para el desarrollo del movimiento en Cárdenas.
En una reunión efectuada en la casa situada en Souverbille No 320 entre Aranguren y Jerez se funda el Movimiento 26 de Julio en esta ciudad quedando estructurado como sigue:
| Coordinador               | Manuel del Cueto      |
| Jefe de acción y sabotaje | Ernesto González      |
| Responsable de propaganda | Arnaldo Pérez Mirabal |
| Frente de finanzas        | Vicente Barroso       |

Varias fueron las actividades realizadas por este movimiento en la Ciudad Bandera, se producen estallidos de bombas en varios lugares de la ciudad, como parte de las acciones del Movimiento 26 de julio, se realizan sabotajes en las líneas y postes telegráficos, lo cual ocasiona la ruptura de las comunicaciones entre Cárdenas y Carlos Rojas. Estas actividades mantienen en jaque a las fuerzas represivas y alimentan al pueblo a sumarse a la lucha contra la tiranía.
Con el propósito de recaudar fondos para la lucha, miembros del M.R.-26-7, reproducen una foto de José Smith Comas, enviada desde México, en la cual aparece el joven cardenense junto a Fidel y a Juan Manuel Márquez. La foto se vende, entre los simpatizantes con el movimiento, por el valor de un peso, se realizan sabotajes, se descarrilan trenes, se incendian áreas de los centrales azucareros, se colocan explosivos en diferentes sitios, se paralizan las labores en diferentes empresas.
Por motivos de seguridad se traslada para Cárdenas, la Dirección Provincial del Movimiento 26 de julio, por haber sido apresado uno de sus principales dirigentes en Matanzas, se realiza entonces en la localidad, un ingente esfuerzo de reorganización y fortalecimiento del movimiento, se organiza un grupo de guerrilleros en la zona del valle de Guamacaro, San Miguel de los Baños, Loma de Phinney y las Canteras. Este destacamento llevará el nombre de “Enrique Hart”, recibe avituallamiento de los grupos del movimiento 26 de julio.
En abril de 1958 obreros henequeneros y Arrechabala S.A. orientados por el M.R.-26-7, y P.S.P., paralizan sus labores, como parte de la huelga general. Además, se cierran algunos comercios y se producen sabotajes en la zona, a su vez esbirros de la dictadura torturan y asesinan al maestro del colegio La Progresiva, Esteban_Hernández, cuando cumplía una misión asignada por la dirección provincial del M.R.-26-7, dirigente del movimiento en Cárdenas, muy apreciado por su valor, honestidad y patriotismo, aparece su cadáver en las cercanías de Itabo.
Otra de las actividades realizadas como parte de la propaganda organizada por M.R.-26-7 de Cárdenas, y con el objetivo de recaudar fondos, fue la acuñación de más de 300 monedas con lemas revolucionarios por el obrero Pascual Cormina, conocido por Julio López. Esta actividad se realiza solamente en Cárdenas.
Ya en 1959 conocida la caída del tirano Batista, el pueblo en manifestación revolucionaria junto a grupos del M.R.-26-7 toman el escuadrón 42, Estación de Policías y el Puesto Naval. Los cardenenses responden al llamado de Fidel Castro a la huelga general y se lanzan a las calles en apoyo a la revolución cubana. En 1962 inicio la Protesta de las Calderas en contra del Racionamiento en Cuba.

### Primicias
Esta ciudad, denominada “Ciudad Bandera” y “Capital de las Primicias” cuenta dentro de su historia con la existencia de más de cien primicias, 27 de ellas aprobadas como tales.
- 1585. Se funda en La Habana por la familia Recio, con varios hatos y corrales ubicados en la zona de Cárdenas, el primer Mayorazgo Cubano y hasta donde se sabe, el primero de América Latina.
- 1847. Se funda por el sabio naturalista alemán Juan Cristóbal Gundlach, en las inmediaciones de Cárdenas, el primer Museo de Historia Natural de Cuba.
- 19 de mayo de 1850. Se iza por el General anexionista venezolano Narciso López y sus hombres, por primera vez en Cuba, en el Edificio La Dominica, la  Bandera Cubana.
- 19 de mayo de 1850. La joven habanera radicada en Cárdenas Cecilia Porras Pita escribe el primer poema en suelo cubano a la enseña nacional cubana:

```
   
En lienzo blanco y lustroso

   
con listas color de cielo

   
veo un triángulo modelo

   
de rojo color precioso.

   
Es el pabellón glorioso

   
causa de tanta querella

   
es nuestra bandera bella

   
que nos viene a saludar

   
y a la patria iluminar

   
con la lumbre de su estrella.
```

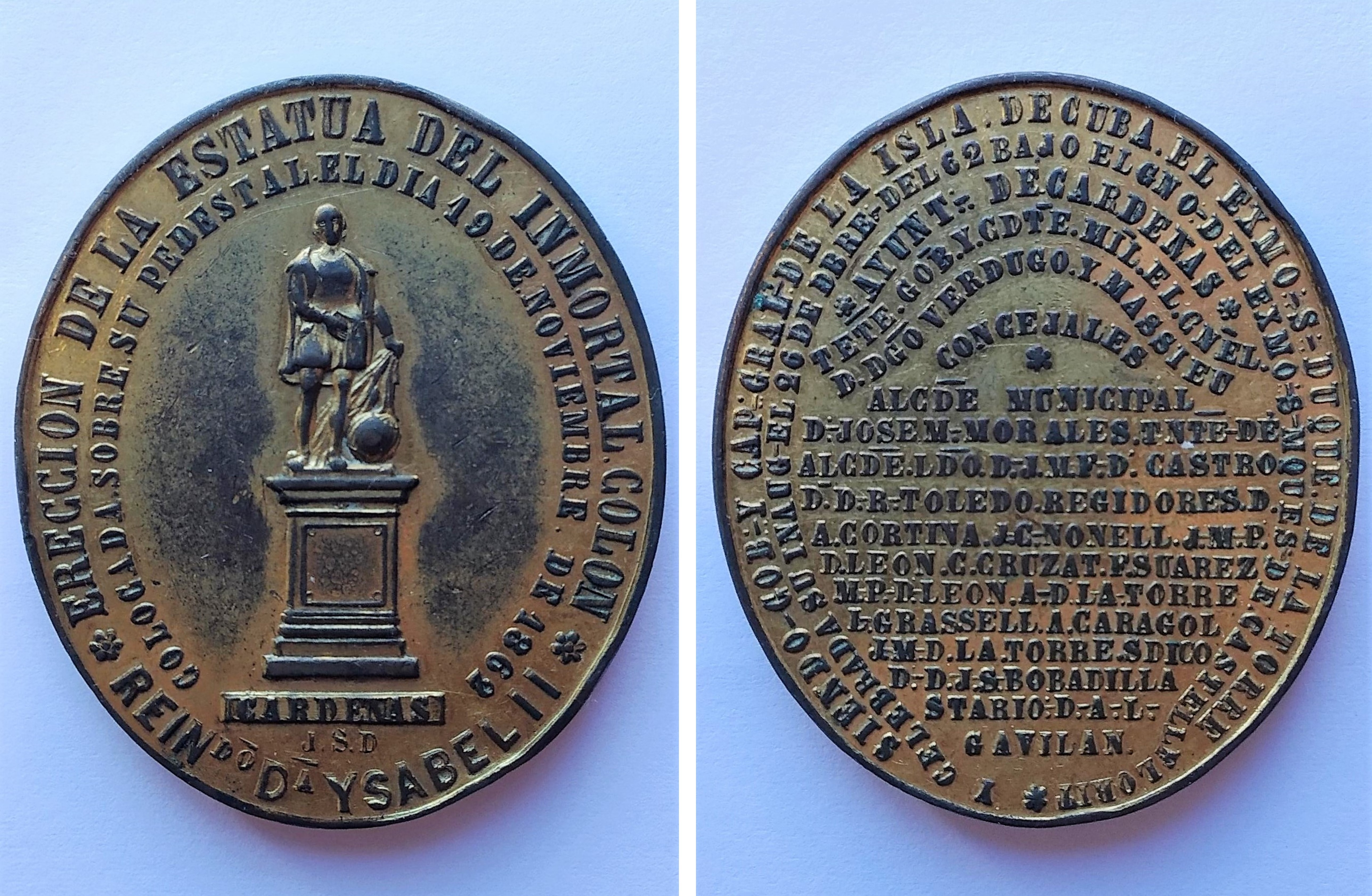
Medalla conmemorativa del levantamiento de una estatua de Cristóbal Colón en Cárdenas (Cuba)

- 26 de diciembre de 1862. Se inaugura por iniciativa de Gertrudis Gómez de Avellaneda, su esposo y otras autoridades coloniales la primera estatua al Almirante Cristóbal Colón develada, pública y solemnemente, en América Latina.
- 23 de marzo de 1862 fue organizado y ejecutado el secuestro del vapor “Comanditario”, de la Compañía General Cubana de Navegación. Esta acción se convirtió en el primer hecho de guerra naval cubana contra España.
- 1882. se funda en la ciudad el primer colegio médico–farmacéutico de la isla.
- 7 de septiembre de 1889. Se inaugura el primer servicio público de alumbrado eléctrico de Cuba.
- Mayo de 1884. Comienza a funcionar en Cárdenas la primera refinería de azúcar que funcionó en el país.
- 25 de noviembre de 1894. Se establece en la Ciudad por el Dr. Fernando Méndez Capote la primera Clínica Ginecológica cubana.
- 11 de mayo de 1898. Cárdenas se convierte en la primera ciudad bombardeada durante la Guerra Cubano-Hispano–Norteamericana. Durante las acciones de este día, cae la primera víctima norteamericana de la mencionada contienda y se iza en Cayo Diana, por primera vez en suelo cubano, la bandera de los Estados Unidos de América.
- 10 de enero de 1899. Ocurre en el puerto de Cárdenas la primera huelga obrera que tuvo lugar en Cuba durante la 1.ª Intervención Norteamericana.
- 22 de abril de 1900. Se inaugura en Cárdenas el primer Mausoleo dedicado a los Mártires de la Guerra de Independencia construido en Cuba en una plaza pública.
- 20 de mayo de 1918. Se inaugura en Cárdenas, para albergar las colecciones del Museo y Biblioteca Pública de la ciudad, el primer edificio construido para Museo en el país.
- 6 de agosto de 1925. Se produce en la bahía de Cárdenas, protagonizado por Julio Antonio Mella, el primer intercambio de banderas entre soviéticos y cubanos.
- 19 de marzo de 1934. Se inaugura una nueva planta de ron de la compañía José Arechabala S.A. y se comienza la producción del ron Havana Club.[6]
- 1936. La cardenense Rosa Pastora Leclere se convierte en Cataluña, España, durante la guerra civil española, en la primera Maestra Internacionalista cubana.
- 1936. La cardenense Rosa Amelia Toledo se convierte en la primera mujer en ocupar un cargo de concejal en Cuba.
- 1945. Se realizan todas las pruebas requeridas para la obtención de la certificación y licencia otorgada por la Federación de Aeronáutica de Cuba al primer planeador diseñado y construido en Cuba.
- 1959. Se efectúa en el litoral de Cárdenas el primer tributo masivo que rindió el pueblo de Cuba al recientemente desaparecido Comandante Camilo Cienfuegos, iniciándose así la tradición de echarle flores al mar.
- 1962: Protesta de las Calderas.
- 1967. Se bota al agua en los astilleros “Victoria de Girón” de Cárdenas el primer barco de acero construido en el país.
- 1 al 8 de marzo de 1975. Se celebra en Cárdenas, por primera vez en Cuba, una Semana de la Cultura.
- 1977. Se celebra en Cárdenas la primera Semana del Deporte que se realizó en el país.
- 17 de mayo de 1981. Se funda, en la CPA Roberto Fernández de Cárdenas, el primer Museo Campesino del país.
- 1986. En Cueva Calero, espelunca ubicada en las inmediaciones del poblado de Cantel, se hallan los restos del hombre más antiguo de Cuba (5790 a. C.) y el mayor cementerio aborigen en caverna descubierto en la isla hasta esos momentos.
- 1987. El cardenense Antonio López Isla se convierte en el primer cubano con un hígado trasplantado.
- 14 de julio de 2001. Es inaugurado por el Comandante en Jefe Fidel Castro Ruz el primer Museo de la Batalla de Ideas de Cuba y el mundo.
- 19 de septiembre de 2002. Se inaugura en el edificio de la antigua Escuela Llaca la primera Clínica de Neurodesarrollo del país.

## Símbolos y distinciones de la ciudad

### Símbolos
La IV Sesión Ordinaria de la Asamblea Municipal del Poder Popular, que sesionó el 21 de junio de 1994, aprobó y/o ratificó como símbolos y distinciones de la ciudad de Cárdenas los siguientes:
- El Escudo creado en 1943 por el profesor Mario Sánchez.
- La Llave de la Ciudad.
- El Machete del General Carlos María de Rojas, Jefe de la Brigada Cárdenas durante la Guerra del 95.
- El cangrejo.

### Distinciones
La Asamblea Municipal del Poder Popular de Cárdenas entrega las siguientes distinciones:
- Hijo Ilustre de la Ciudad. (Recibe diploma acreditativo y la réplica del machete del General Carlos M. de Rojas).
- Huésped ilustre de la Ciudad. (Recibe diploma acreditativo y la Llave de la Ciudad).
- Hijo adoptivo de Cárdenas. (Recibe diploma acreditativo y el Escudo de la Ciudad).
- Hijo destacado de Cárdenas. (Recibe diploma acreditativo y un cangrejo dorado).

## Características

### Extensión y Población
El área territorial que ocupa es de 565 kilómetros cuadrados, con una población, según estimados de 2017, de 154.205 habitantes, repartidos entre los poblados de Cantel, Camarioca, Carbonera, la Comunidad Julián Alemán (La Conchita), Méndez Capote (Lagunillas), Merceditas, Guásimas, Central Humberto Álvarez, Central José Smith Comas, algunos pequeños asentamientos rurales, además de Varadero y Santa Marta y la propia ciudad de Cárdenas, en la que habitan 80.832 personas.
Cárdenas cuenta en la actualidad con una densidad de población relativamente alta (179,9), dada por la influencia de la ciudad en el resto del territorio y además, por el crecimiento significativo que ha tenido en las últimas décadas.

### Relieve
Desde el punto de vista del origen y evolución geológicos, la mayor parte del territorio es de formación sedimentaria, metamórfica, en un 4% en zonas de Cantel y Camarioca, donde se localizan, incluso formaciones del período Cretácico y Jurásico Superior, en relativa similitud con zonas de El Rosario en Pinar del Río.
Es una región definida como gasopetrolífera por excelencia, que abarca las áreas de Hicacos, Chapelín, Marbella, Varadero, Camarioca, Cantel, Guásimas, Pluma, la Bahía y la ciudad de Cárdenas.
El relieve es predominantemente llano con altitudes absolutas entre 0 y 160 metros, y oscilaciones de alturas relativamente insignificantes que caracterizan, por ejemplo, la zona de Cantel Camarioca. Del origen y transformación del relieve, se plantea que paso por tres grandes etapas: tectogeneses, acumulación sedimentaria y de emersión sumersión. El actual es Plioceno Cuaternario, aunque se refleja la evolución geológica en algunas áreas desde el Jurásico, el Cretácico y el Mioceno.
La llanura costera de Cárdenas ocupa la mayor parte del territorio y cuenta con algunos agrupamientos cenagosos, zonas muy bajas, sobre todo bordeando la bahía abierta y poco profunda, flanqueada al oeste por la península de Hicacos y por la guirnalda de cayos (Cupey, Diana, Piedra, Blanco y otros)

### Suelo
El suelo predominante en el municipio es el Ferralítico Rojo Típico, que ocupa el 45,9 % con 24 401, 32 hectáreas. En el municipio, entre llano y débilmente ondulado, predominan las pendientes de 0 a 5 metros.
En la comparación del mapa de pendientes con el mapa geológico, las elevaciones con mayores valores se localizan en las alturas de Camarioca.

### Clima
La temperatura media anual en el territorio es de 24,1 grados Celsius. Con media máxima de 31,6 grados Celsius y mínima media anual de 18,1 grados Celsius.
Los meses más calurosos, julio y agosto, alcanzan valores de hasta 34,1 grados Celsius.
Hidrografía
El municipio se encuentra dentro de la cuenca Canímar Camarioca y, de hecho, en la llamada vertiente norte.
Los recursos hidráulicos son pobres y repartidos irregularmente, solo el río Camarioca y la parte del Canal de El Roque que limita con el municipio tienen cierta importancia.

### Flora
El territorio está ocupado en parte por vegetación de costa arenosa: plantas rastreras y franja arbórea bien definida, con uvas Caletas, mangles y matorral xeromorfo costero.
En la zona costera y también en zonas pantanosas se encuentra el llamado Mangle Rojo. En general, es una vegetación potencial de sabana, en cierto modo de copernicias, bosquecillos estacionarios, donde aparecen la malva blanca, la malva de Cochinos y otras.

### Fauna
Los mamíferos en primer lugar, son los menos representados. Dentro de sus especies vivientes se reportan 54 y están compuestos en alto grado de murciélagos, algunos roedores y un solo representante de insectívoros, aparte de las especies introducidas por el hombre.
Para tener una idea de las especies del área, quizás no sea necesario ofrecer todas las localizadas hasta ahora, pero, por ejemplo, de la clase insecta resulta interesante el orden lepidóptero (las mariposas) de las cuales el museo Oscar María de Rojas de Cárdenas posee una valiosa colección de más de 140 especies.
Los moluscos marinos en la región han sufrido grandemente por la contaminación de la bahía que ha destruido casi toda su flora y fauna. Los moluscos terrestres, no están tan afectados, pero cada vez se localizan en menos proporción debido a factores vinculados con la urbanización, la industrialización y la ausencia, en épocas anteriores de una conciencia de repoblación forestal.
Abundan en Cárdenas especies de la clase crustácea, grupo incluido en los artrópodos, sobre todo cangrejos.
Entre las especies de aves que se han localizado en el área están el Alcatraz (Pelícano Occidental) en Cayo Grande y en las costas, El Pájaro Bobo, La Gaviota Rosada y La Boba, El Gallego y El Galleguito. Otras especies muy comunes son la Lechuza y El Sijú Platanero, El Zunzún, El Pitirre, El Sinsonte y El Gorrión entre otros.

## Economía
Desarrollo económico
La riqueza del municipio está repartida entre la producción agrícola, pesquera e industrial.
Un buen por ciento de sus habitantes labora en el polo turístico de Varadero mientras que el otro, se halla empleado en la producción de varios derivados del azúcar; la industria pesquera, industria sidero-mecánica, la producción de alimentos; las actividades agrícolas y las de servicio y atención a la población.
Las principales empresas del municipio son:
- Empresa azucarera José Antonio Echeverría
- Empresa Molinera
- Empresa sidero-mecánica José Valdés Reyes
- Empresa América Libre
- Complejo Lavandería-Fábrica de Hielo Clodomira Acosta
- Fábrica de Helados Nevada
- Fábrica de Bombones Gamby
- Fábrica "Prosa"
- Pesca Caribe
- Empresa Horacio Rodríguez
- Empresa de Perforación y Extracción de Petróleo del Centro

El municipio cuenta, en la esfera agropecuaria, con granjas de cultivos varios, pecuarias, Unidades Básicas de Producción Cooperativa (UBPC), Cooperativas de Créditos y Servicios (CCS), autoconsumos y organopónicos.

## Desarrollo Social

### Deporte
El INDER cuenta con 23 instalaciones deportivas. De los 5 deportes incluidos en los Programas de la Revolución, los 5 se manifiestan en el municipio, ellos son: kárate, ajedrez, gimnasia rítmica, gimnasia artística, voleibol.
En el municipio se ha creado la Escuela Municipal de Educación Física Piti Fajardo.
Entre los atletas relevantes del municipio en el deporte se encuentran:
- José Carlos Fraga Sánchez..........Gimnasia Artística
- Alberto Castro Gómez..............Jockey sobre césped
- Victorio Rolando Ruiz Valdés.......Esgrima
- Félix Morales Alfonso..............Baloncesto
- Maura Alfonso Dreke................Voleibol
- Rodolfo Guillén Pedroso............Voleibol
- Claudina Villaurrutia García.........Voleibol
- Gregorio Aldama Fernández..........Boxeo
- Pablo R. Pedroso Arrieta...........Balonmano
- Alfredo García Santiago............Béisbol
- Francisco R. Ferreira Díaz.........Levantamiento de pesas
- René Gómez Gómez.....................Levantamiento de Pesas
- Isabel Taylor Rodríguez............Atletismo

Existen otras instalaciones deportivas entre las que se encuentran:
- Academia de Ajedrez: cuenta con 3 entrenadores.
- Gimnasio General Antonio Nores: se practica gimnasia artística, gimnasia rítmica, lucha, boxeo.
- Gimnasio de Cultura Física
- Gimnasio de boxeo
- Sala de tenis de mesa
- Estadio de béisbol Esteban Hernández
- Estadio de béisbol Pablo Avelino
- Complejos Deportivos: Esteban Hernández y Emilia Casanova

El municipio está dividido en 2 combinados deportivos: Norte y Sur. Cuenta con una fuerza técnica de 51 técnicos.

### Cultura
Cárdenas poseía algún desarrollo cultural heredado del siglo XIX pero nunca es comparable con lo que hoy tenemos.
Los logros obtenidos a lo largo de estos años de la revolución se demuestran en los avances alcanzados a través de la aplicación de la política cultural aplicada por el país.
La ciudad cuenta con una red de instituciones, cada una de ellas contribuyen al desarrollo de talento artístico cultural con ascenso de figuras a planos nacionales e internacionales como Agustín Cárdenas, Juan Padrón, Virgilio Piñera, Rufo Caballero, entre otros.
A este sistema de instituciones se le subordina un subsistema de educación artística que lo integran las Escuelas Vocacionales, las Escuelas de Instructores de Arte y los Centros de Superación que contribuyen a la formación de talentos y a la superación cultural.
Cárdenas fue el primer municipio en 1975 en celebrar la semana de la Cultura constituyendo esta una primicia y un aporte al desarrollo de la cultura nacional en los inicios constituyó un fuerte movimiento de aficionados, en danza, teatro, artes plásticas, música con resultados en certámenes Nacionales e Internacionales.
Fue el primer municipio en declararse módulo cultural de la provincia al completar las diez instituciones básicas de la comunidad en el año 1979. Además otras instituciones como la Casa de la Trova, el Centro Coral, el primer Museo Campesino del país, la Empresa de la música Rafael Somavilla con un valioso potencial de agrupaciones y de solistas se restablecieron en el territorio.
El desarrollo cultural del municipio se ha puesto de manifiesto en los diferente proyectos que se han llevado a cabo durante los últimos años, tal es el caso del Proyecto Cultural 2 de Diciembre, Proyecto Cultural Tiempo y el Museo A la Batalla de Ideas, antiguo Cuartel de Bomberos, hoy convertido en Museo.
Dentro de las instituciones de la cultura del municipio se encuentran:
- Librería Concha de Venus
- Casa de Cultura Gonzalo Roig
- Biblioteca Municipal José Antonio Echeverría
- Museo A la Batalla de Ideas
- Museo Casa Natal de José Antonio Echeverría
- Museo Oscar María de Rojas.
- Museo Máximo Gómez.Veteranos de la Independencia
- Teatro Cárdenas
- Galería de arte Conrado Massaguer
- Biblioteca Virgilio Piñera

### Educación
Al Triunfo de la Revolución en el año 1959 el 22,3 % de la población de Cárdenas era analfabeta, realizándose un censo existiendo una explosión de niños y niñas, que sus condiciones de vida no le permitían estudiar.
Se realiza un trabajo conjunto Comité de Defensa de la Revolución(CDR) y Federación de Mujeres Cubanas(FMC) con vistas a extender el programa de estudios ya que en esta etapa muchos niños abandonan el país inducidos por sus padres y otros no iban a la escuela.
Esta etapa fue una de las más duras y difíciles que enfrentó este proceso, que tuvo en el momento una solución con la preparación de maestros, en su mayoría jóvenes dispuestos a llevar sus conocimientos hasta las zonas más intrincadas con vistas a alcanzar la alfabetización de esta parte que estaba exenta de conocimientos, creando además cursos de aceleración para aquellos adolescentes que presentaban retraso escolar. Cárdenas se declara territorio libre de analfabetismo el 15 de diciembre de 1961.
En el territorio se encuentran presentes todas las enseñanzas, cuenta con 26 escuelas primarias, 6 secundarias básicas, 4 politécnicos, una Facultad Obrera Campesina, una escuela de idiomas y un Centro Universitario Municipal Aída Pelayo que agrupa la Filial de Ciencias Médicas Gabriela Arias, la Filial Pedagógica Nicolás Guillén y la Filial de Cultura Física José de la Caridad Méndez.
En el municipio están presentes en este sector los siguientes Programas de la revolución:
- Programa audiovisual e Informática.
- Programa de 20 alumnos por aula en la enseñanza primaria.
- Programa de 15 alumnos por aula en la enseñanza secundaria.
- Programa Libertad. Las bibliotecas escolares cuentan con una colección de libros, atlas, enciclopedias y diccionarios con el objetivo profundizar conocimientos, crear el interés por la investigación y convertir la lectura en el pasatiempo favorito de estudiantes y profesores.
- Programa de reparación y construcción de escuelas.
- Formación de maestros Emergentes de Computación.
- Formación de Maestros Emergentes de la Enseñanza Primaria.
- Formación de profesores Integrales de Secundaria Básica.
- Programa Educa a tu hijo.
- Merienda Escolar.
- Programa de universalización.
- Escuela de Formación de Trabajadores Sociales
- Programa de informatización de las bibliotecas: Existen 7 bibliotecas en el municipio que se encuentran informatizadas y en caso de las 4 que existen en los policlínicos, 3 están integradas a la Red telemática de la salud en Cuba (INFOMED).

### Salud
Después del triunfo revolucionario Cárdenas ha alcanzado avances extraordinarios en la Salud Pública.
El municipio cuenta con una red de instalaciones de salud que garantizan una mayor calidad asistencial y de vida a la población: 4 policlínicos, de ellos 2 Universitarios de nuevo tipo, más de 150 consultorios médicos, 1 clínica estomatológica, 1 hogar materno, 1 casa de abuelos, 1 Hospital Docente Clínico Quirúrgico, 1 Hogar de ancianos,1 Clínica de Neurodesarrollo, 1 clínica de Atención al paciente Diabético, entre otros.
En el municipio se llevaron a cabo varios Programas de la Revolución en el área de salud. Entre ellos se encuentran:
- Reparación, remodelación y reanimación de instituciones de la salud:
- Reparación del policlínico José Antonio Echeverría, 17 servicios de diagnósticos y urgencias.
- Construcción de departamentos de estomatología en tres de los policlínicos del municipio (Héroes del Moncada, José Antonio Echeverría y Humberto Álvarez), y reparación de la Clínica Estomatológica Roberto Fernández
- Reparación, remodelación y reanimación del Hospital de Cárdenas Julio Aristeigui Villamil
- Construcción de una sala de neonatología de avanzada y montaje de un banco de oxígeno.
- Reapertura del servicio de Medicina Hiperbárica y Subacuática.
- Instalación de nueva climatización en las salas de atención al grave.
- Reparaciones generales de carpintería, pintura y plomería a departamentos y salas.
- Montaje de mesas y lámparas quirúrgicas al salón de operación general.
- Montaje de un gasómetro para la atención al grave.

Policlínico Universidad:
Existen dos policlínicos en el municipio en los que se forman las especialidades en MGI, Licenciatura en Enfermería, técnicos en Tecnologías de la Salud, Estomatología.
Programa AURIKA:
Se instalaron 14 lavadoras en las diferentes instalaciones de salud.
Programa nutricional:
Seguimiento sistemático por el Equipo Básico de Salud a niños de baja talla.
Policlínico de nuevo tipo:
Este programa contempla la reparación y remodelación de los policlínicos aplicándose en el municipio en dos de ellos: Héroes del Moncada y José Antonio Echeverría; lo que implicó el aumento de los servicios a la población de 25 a 41 en el primero y de 17 a 52 en el segundo.

### Servicios integrales de rehabilitación.
- Logopedia y foniatría.
- Defectología.
- Podología.
- Orientación nutricional.
- Terapia ocupacional.
- MNT.
- Gimnasio pediátrico.
- Gimnasio adulto.
- Infrarrojo.
- Electro estímulo.

Programa de Estomatología:
- Existen dos servicios estomatológicos remodelados ubicados en los policlínicos de nuevo tipo, cada uno con 11 conjuntos dentales. Se logró recuperar el servicio de prótesis.

Programa de terapia intensiva Municipal
- Se cuenta con servicios de terapia intensiva e intermedia en el Hospital de Cárdenas.

Programa de ortopedia y traumatología
- Se prestan los dos servicios en el Hospital Territorial de Cárdenas.

Programa de nefrología
- Se cuenta con un servicio de hemodiálisis en el Hospital equipado con 5 riñones.

Programa de genética
- Se ofrece una consulta de genética clínica municipal en el Policlínico Héroes del Moncada, además existen consultas de genética comunitaria en las áreas de salud, también se realizan pesquisas de 5 enfermedades mediante el PKU y se continúa la atención de los retrasados mentales y discapacitados.

Enfermedades crónicas de la infancia
- Existe la dispensarización de estos pacientes y se siguen por las áreas de salud, especialistas municipales, provinciales y algunos en consultas de referencias nacionales.

## Demografía
Evolución demográfica:
Es imprescindible especificar la fuente de los datos.
Para ello, usa el parámetro "fuente".
Para más información, consulta Plantilla:Evolución demográfica/doc.
El municipio experimenta un crecimiento demográfico de un 0,24% por año.
El salto entre 2010 y 2011 se debe a la incorporación del municipio Varadero a Cárdenas.

## Hermanamientos
- Paracho, México[7][8]
- Avilés, España